# Sofroni de Jerusalem
Sofroni (grec antic: Σωφρόνιος) va ser Patriarca de Jerusalem des del 629 al 638. Nascut a Damasc, aproximadament l'any 560, és venerat com a sant a diverses confessions cristianes.
Primer va ser sofista i després monjo. L'any 629 va succeir Modest com a Patriarca a Jerusalem. Va defensar l'ortodòxia al concili d'Alexandria l'any 633 i va acusar Cir d'introduir l'heretgia a l'església sota el pretext de pau. El 636 Jerusalem va caure en mans de les forces del califa Úmar ibn al-Khattab, i Sofroni va obtenir el lliure exercici del culte pels cristians. Va morir no gaire després, no més tard del 638.
Va deixar en manuscrit nombroses cartes, discursos, comentaris i tractats, dels que Johann Albert Fabricius en dona un llistat complet. Lleó Al·laci va publicar un poema anacreòntic d'ell sobre Simeó agafant en braços a Jesús durant la presentació al Temple de Jerusalem. També va escriure alguns himnes i poemes. Se li atribueixen tres epigrames inclosos a l'Antologia grega i el relat de la vida de Maria Egipcíaca.